# Akzhol Makhmudov
Akzhol Makhamadzhanovich Makhmoudov (en kirghize : Акжол Махамаджанович Махмудов), né le 15 avril 1999 à Och, est un lutteur gréco-romain kirghize, évoluant dans la catégorie des moins de 77 kg. Il est notamment double champion du monde en 2022 et 2023.

## Carrière sportive
Akzhol Makhmoudov devient champion continental junior en 2017 lors des championnats asiatiques à Taipei, puis vice-champion du monde juniors à Tampere en août 2017.
En 2018, Makhmoudov participe pour la première fois à des tournois internationaux majeurs en dehors du niveau junior. Ainsi, il est présent aux Championnats d'Asie à Bichkek dans son pays, dans la catégorie de poids des -72 kg. Il s'impose en finale face au Kazakh Demeou Jadraïev, de dix ans son ainé.
À l'approche des Jeux asiatiques de 2018, Akzhol Makhmoudov change de catégorie de poids pour les poids welters, jusqu'à 77 kg. Il atteint la finale des Jeux asiatiques, mais est battu par l'Iranien Mohammadali Geraei.
En avril 2021, Makhmoudov remporte le tournoi de qualification olympique à Almaty ; lors des Jeux olympiques de Tokyo, il atteint la finale mais bute sur le Hongrois Viktor Lőrincz qui remporte la finale 2-1 aux points, Makhmoudov devant se contenter de la médaille d'argent.
Aux Championnats d'Asie 2022 à Oulan-Bator, Akzhol Makhmudov répète son succès de 2018 et remporte la médaille d'or dans la catégorie des moins de 77 kg. En septembre, il se présente aux Championnats du monde à Belgrade et devient pour la première fois champion du monde de sa catégorie après une victoire sur le Hongrois Zoltán Lévai. Il conserve son titre l'année suivante toujours à Belgrade lors des mondiaux 2023 après s'être défait de l'Azéri Sanan Suleymanov. Lors des Jeux asiatiques de 2022, décalés en octobre 2023, il gagne la médaille d'or.
Akhzol Makhmoudov, après avoir été sacré vice-champion d'Asie en avril 2024, participe à son deuxième tournoi olympique aux Jeux olympiques d'été de 2024 à Paris, en France : il est battu dès les quarts de finale par Demeou Jadraïev, futur médaillé d'argent, et se retrouve versé dans le tournoi de repêchage ; il gagne ses deux combats avec une victoire pour le bronze face à Suleymanov.

## Palmarès

### Jeux olympiques
- Médaille d'argent en lutte gréco-romaine dans la catégorie des moins de 77 kg en 2021 à Tokyo
- Médaille de bronze en lutte gréco-romaine dans la catégorie des moins de 77 kg en 2024 à Paris

### Championnats du monde
- Médaille d'or en lutte gréco-romaine dans la catégorie des moins de 77 kg en 2022 à Belgrade
- Médaille d'or en lutte gréco-romaine dans la catégorie des moins de 77 kg en 2023 à Belgrade

### Championnats d'Asie
- Médaille d'or en lutte gréco-romaine dans la catégorie des moins de 77 kg en 2018 à Bishkek
- Médaille d'or en lutte gréco-romaine dans la catégorie des moins de 77 kg en 2022 à Oulan-Bator
- Médaille d'or en lutte gréco-romaine dans la catégorie des moins de 77 kg en 2023 à Astana
- Médaille d'argent en lutte gréco-romaine dans la catégorie des moins de 77 kg en 2024 à Bishkek